# خورخي بازان
خورخي بازان (بالإسبانية: Jorge Bazán)‏ هو لاعب كرة قدم بيروفي في مركز نصف الجناح، ولد في 23 مارس 1991 في ليما في بيرو. شارك مع منتخب البيرو تحت 20 سنة لكرة القدم. أما مع النوادي، فقد لعب مع أليانزا ليما وخوان أوريتش ونادي أياكوتشو.

## وصلات خارجية
- خورخي بازان على موقع قاعدة بيانات كرة القدم.إي يو (الإنجليزية)
- خورخي بازان على موقع Soccerway.com (الإنجليزية)
- خورخي بازان على موقع عالم كرة القدم.نت (الإنجليزية)
- خورخي بازان على موقع AS.com (الإسبانية)